# Дамиан (архиепископ Тиранский)
Архиепископ Дамиан (алб. Kryepeshkop Damian, в миру Димитер Коконеши, алб. Dhimitër Kokoneshi; 26 октября 1886, деревня Ленге, вилайет Манастир, Османская империя (ныне Албания) — 8 октября 1973, Поградец) — епископ Албанской православной церкви и её предстоятель с титулом «Архиепископ Тиранский и всей Албании» (1966—1973).

## Биография
Родился в 1886 году в деревне Ланга близ Поградца (историческая область Мокра), в Османской империи. Происходил из семьи с валашскими корнями.
В 1896 году окончил нормальную школу в городе Манастир (ныне Битола), а в 1925 году — духовную семинарию в Янине.
27 ноября 1918 года албанские православные священники-эмигранты подписали петицию на имя президента США Вудро Вильсона с просьбой поддержать автокефалию Албанской церкви, обосновывая свои требования тем, что Албания стала независимой страной. Петицию подписали священники Феофан Ноли, Дамиан Коконеши, Наум Цере, Василий Марко Кондили, Пандо Синица и Вангел Чамче. Ходатайство было поддержано 30 июля 1919 года в Бостоне на Церковной Ассамблее Албании («Kuvendi Kishëtar»). В итоге 12 сентябрь 1922 года в Берате была провозглашена автокефалия Албанской церкви.
Димитрий Коконеши был хорошо известным человеком в родном регионе. 10 февраля 1942 года он возглавил делегацию лидеров Мокера на встрече с представителями национально-освободительного движения. Итогом встречи было образование партизанского батальона в регионе, и Димитрий Коконеши присоединился к движению.
В январе 1948 года, в сане протоиерея, посетил Москву в составе албанской церковной делегации.
14 сентября 1952 года в Тиранском кафедральном соборе хиротонисан во епископа Гирокастринского с наречением имени Дамиан.
В 1958 году с делегацией Албанской церкви вновь посетил СССР.
7 марта 1966 года, через три дня после кончины архиепископа Паисия (Водицы), Священным синодом был избран архиепископом Тиранским. Избрание подлежало утверждению властями. 8 марта председатель Комитета по делам культов Решат Герменьи после консультации с первым секретарём совета министров Спиро Рушеном, заключил, что Дамиан был среди членов Синода наиболее подходящей для властей кандидатурой на место предстоятеля Албанской православной церкви. 9 марта, после одобрения председателем Совета министров Мехмета Шеху, был окончательно утверждён в новой должности.
6 февраля 1967 года призывом Энвера Ходжи к упразднению «всех религиозных обычаев и учреждений» началась кампания по уничтожению религии в Албании. 4 апреля того же года появился обращённый к народу документ «Против мифов и религиозных предубеждений», в котором официально объявлялось о запрещении религии, уничтожении религиозных центров. В том же году архиепископ Дамиан был арестован.
Скончался 8 октября 1973 года, находясь под домашним арестом в своём доме в Подградце. Православному миру о его смерти стало известно лишь в мае 1974 года.